# Margarete Boie
Margarete Ida Boie (* 22. Oktober 1880 in Berlin; † 4. Februar 1946 in Lüneburg) war eine deutsche Schriftstellerin. Viele ihrer Romane hatten die Geschichte, Landschaft und Leute der Insel Sylt zum Thema.

## Leben
Margarete Boie war die Tochter des aus Danzig stammenden Offiziers Bernhard Boie (1839–1896) und von Ida, geb. Vennigerholz (1850–1936). Aufgrund der militärischen Laufbahn ihres Vaters verbrachte sie ihre Jugend in wechselnden norddeutschen Garnisonsstädten, zuletzt in Thorn. Nach dem Besuch der Handelsschule in Danzig fand sie eine Anstellung im dortigen naturkundlichen Museum. Während des Ersten Weltkrieges arbeitete sie dann in der Redaktion des Lüneburgischen Anzeigers.
Schon früh ergab sich die Gemeinschaft mit der Malerin Helene Varges, mit der zusammen sie in Emden, Juist, Lüneburg und auf Helgoland lebte. Im Januar 1919 kamen die beiden dann nach Sylt, wo sie die folgenden 10 Jahre verbringen sollten.
Ein Herzleiden zwang Boie später,  Sylt für längere Zeit zu verlassen und ein milderes Klima zu suchen. In den folgenden Jahren lebte sie an verschiedenen Orten in Deutschland, darunter in Thüringen,  Oldenburg, Erfurt, für eine längere Zeit in Berlin und immer wieder in ihrer Vaterstadt Danzig, 1944–1945 in Budweis, 1945 in Großweil bei Kochel. Boie verstarb in Lüneburg an den Folgen eines Herzinfarktes und wurde auf dem Lüneburger Zentralfriedhof im Grab der befreundeten Familie Wachsmuth beerdigt. Ihr Grab ist nicht erhalten.

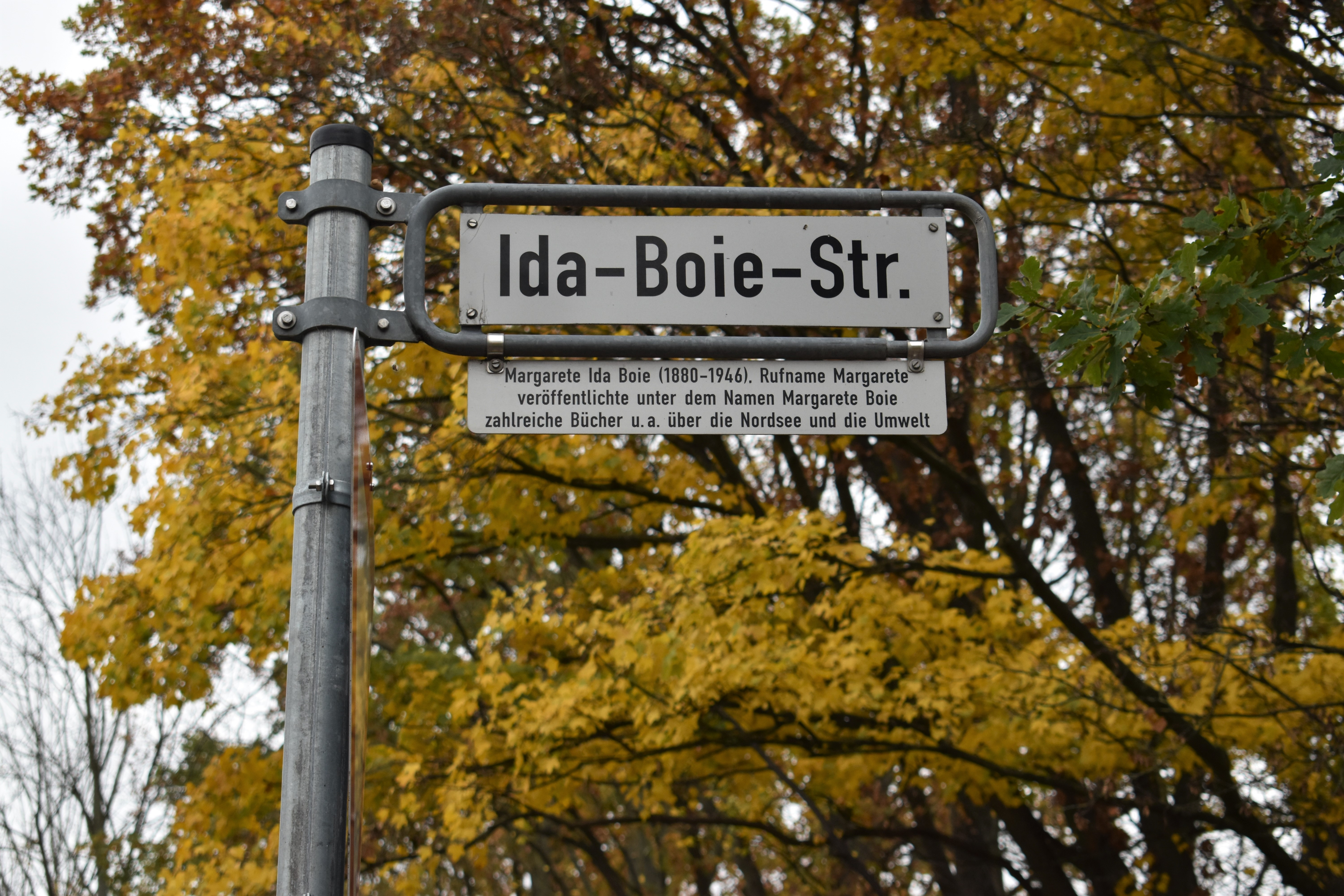
Die Ida-Boie-Straße im Stadtteil Hannover-Wettbergen

Im Stadtteil Wettbergen in Hannover gibt es seit dem Jahr 2000 eine Ida-Boie-Straße, die also nur mit ihrem zweiten Vornamen firmiert.
Zu zahlreichen Werken Boies steuerte die Lebensgefährtin Varges den Buchschmuck bei. 
Der Maler Hugo Köcke hat sie 1927 in Friesentracht gemalt. Das Ölgemälde befindet sich im Besitz der Gemeinde Sylt in Westerland.

### Literarisches Schaffen auf und über Sylt
Sylt, die Geschichte von Sylt, die Landschaft und die dortigen Menschen wurden zum Zentrum des literarischen Schaffens von Boie und Gegenstand von mehreren ihrer Bücher.
Zu diesen gehören Das köstliche Leben (1918), in dem sie bereits Eindrücke eines früheren kurzen Besuches auf Sylt wiedergibt, dann Schwestern (1921), in dem sie in 12 Kapiteln entsprechend 12 Monaten die wechselnden Jahreszeiten des Insellebens beschreibt. Dieser Roman zeichnet ein recht plastisches Bild vom damaligen Süden Westerlands.

Der historische Roman Der Sylter Hahn hat als Hauptfigur den Sylter Lorens Petersen de Hahn (1668–1747), der erst auf einem Walfänger zur See fuhr und dann heimgekehrt von den Grönlandfahrten Strandinspektor auf Sylt wurde, wo es ihm gelang, den Bewohnern der Insel die Strandräuberei abzugewöhnen. 
Moiken Peter Ohm (1926) beschreibt ein Frauenleben auf Sylt um 1800. Hier gelingt der Autorin eine lebendige Beschreibung der einsamen Sylter Landschaften, wie sie die Protagonistin erlebt.

Das Buch Die letzten Sylter Riesen (1930) gestaltet die Zeit zwischen 1830 und 1850 mit den beiden „Sylter Riesen“ als Hauptfiguren, den Landvögten Uwe Jens Lornsen und Schwen Hans Jensen, und ihres Kampfes für ein unabhängigeres Schleswig-Holstein. Bei diesen historischen Stoffen stützte sich auf die Aufzeichnungen des Sylter Chronisten Christian Peter Hansen.

In die Gegenwart Boies führt der Roman Dammbau, der um die Schwierigkeiten und Konflikte rund um den Bau des 1927 fertiggestellten Hindenburgdamms kreist, durch den eine Eisenbahnverbindung zwischen Sylt und dem Festland entstand, mit allen Folgen für die Lebensart der Sylter, soweit sie in der damaligen Zeit erkennbar waren. Letztenendes weist der Roman aber in "die neue Zeit", die mit dem Durchgangszug nach Sylt kommt und auch Vorteile bringt.

## Werke
- Das köstliche Leben. J. F. Steinkopf, Stuttgart 1918.
- Schwestern. Der Jahreslauf einer Insel. J. F. Steinkopf, Stuttgart 1921.
- Die treue Ose. Sage von der Insel Sylt. Bücherstube von C. L. Jensen, Westerland 1922.
- Der Auftakt. J. F. Steinkopf, Stuttgart 1922.
- Bo, der Riese. Bücherstube von C. L. Jensen, Westerland 1923.
- Führer von Sylt. Johs Cords, Westerland 1925.
- Der Sylter Hahn. J. F. Steinkopf, Stuttgart 1925.
- Waal - Waal! J. F. Steinkopf, Stuttgart 1926 (Jugendausgabe von Der Sylter Hahn).
- Moiken Peter Ohm. J. F. Steinkopf, Stuttgart 1926.
- Ferientage auf Sylt. Mit 20 Abbildungen nach Zeichnungen von Helene Varges. H. Bermühler, Berlin-Lichterfelde 1928.
- Die letzten Sylter Riesen. Nach den Notizen eines Zeitgenossen zusammengestellt. J. F. Steinkopf, Stuttgart 1930.
- Dammbau. Sylter Roman aus der Gegenwart. Steinkopf, Stuttgart 1930 (6. Auflage 1985). Neuausgabe: Husum 2012, ISBN 978-3-89876-610-4.
- Sylter Treue. Zwei Sagen von der Insel Sylt. J. F. Steinkopf, Stuttgart 1932.
- Eine Wandlung. Agentur d. Rauhen Hauses, Hamburg [1932].
- Die Müllerin von Tholensdeich. Agentur d. Rauhen Hauses, Hamburg 1933.
- Eleonora Christine und Corfiz Ulfeldt. Lebensroman einer Königstochter. Gerh. Stalling, Oldenburg 1936.
- Der alte Bauer. Agentur d. Rauhen Hauses, Hamburg [1936].
- Wie Lorens der Hahn auf Grönland fuhr. J. Beltz, Langensalza 1937.
- Auf Walfang im Eismeer. Heckner, Wolfenbüttel 1937.
- Uwe Jens Lornsen in Kiel. J. Beltz, Langensalza 1938.
- Hugo Conwentz und seine Heimat. Ein Buch der Erinnerungen. Steinkopf, Stuttgart 1940.
- Die Tagfahrt der Preußen. J. F. Steinkopf, Stuttgart 1942.
- Übers Jahr … Steinkopf, Stuttgart 1944.